# 索曼
索曼（法語：Somain，法語發音：[sɔmɛ̃]），法国北部城市，上法兰西大区北部省的一个市镇，隶属于杜埃区，其市镇面积为12.32平方公里，2022年1月1日时人口数量为11,902人，在法国市镇中排名第831位。
索曼位于北部省东部，杜埃和瓦朗谢讷之间，北部-加来海峡矿区腹地，近现代因煤炭开采而兴盛。

## 地名来源
根据当地官方网站的论述，“Somain”一名最初于公元867年以“Summinium”的形式被记载，该名称的来源及含义尚有待考证。

## 历史

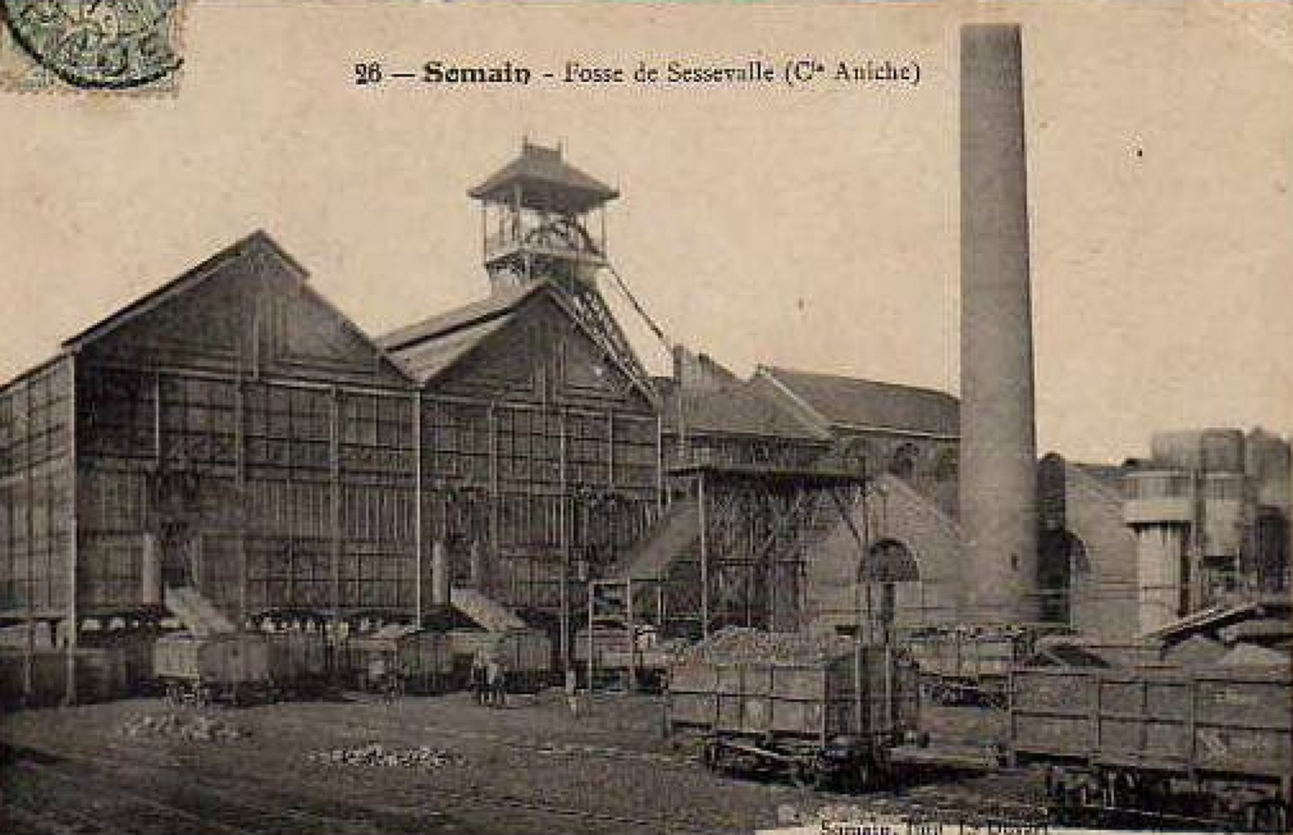
一战后复建的塞斯瓦勒矿井

索曼的早期历史尚不清楚。根据当地官方网站的论述，索曼始建于公元9世纪，彼时该地为吉塞勒的一处领地，她的后代Allard在其逝世后将索曼献给了锡苏安圣卡利克斯特修道院。1219年，索曼获得自由贸易宪章。宗教战争期间，索曼曾被新教徒，当地的一处修道院被烧毁。法国大革命后，索曼成为北部省的一个市镇。1795至1800年间，维莱尔欧布瓦（Villers-au-Bois）整体并入索曼。自18世纪末以来，索曼及其所在的北部-加来海峡地区陆续发现煤炭资源，当地的首个矿井于1839年建成，此后索曼成为一个重要的煤矿城市，多条途径此地的铁路相继建成，当地出现了大规模的矿工及铁道工社团。一战期间，索曼的塞斯瓦勒矿井遭到破坏，战后得到恢复。二战期间，索曼境内曾出现多个抵抗运动组织，当地在战争结束后获得法国政府颁布的战争十字勋章。1947年，维莱尔-康波整体并入索曼。自20世纪70年代起，受能源危机影响，索曼及其所在的北部-加来海峡矿区大批煤矿相继关闭。

## 地理

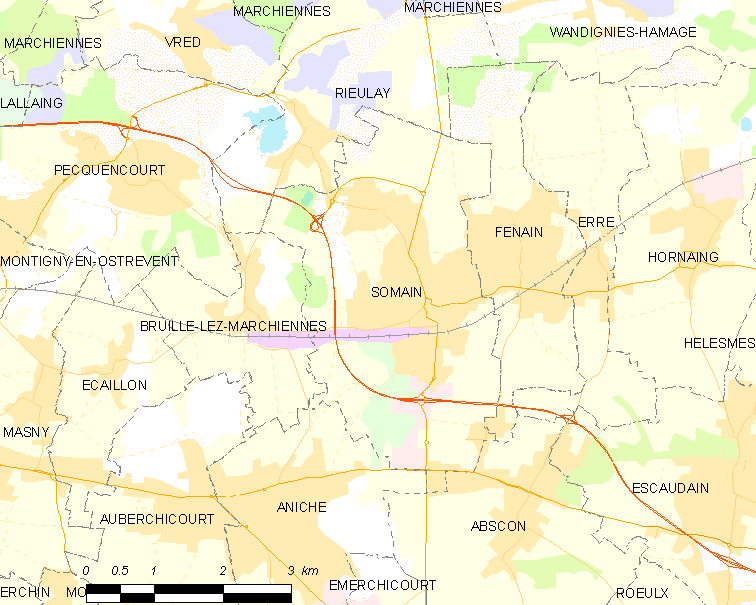
索曼市镇范围地图

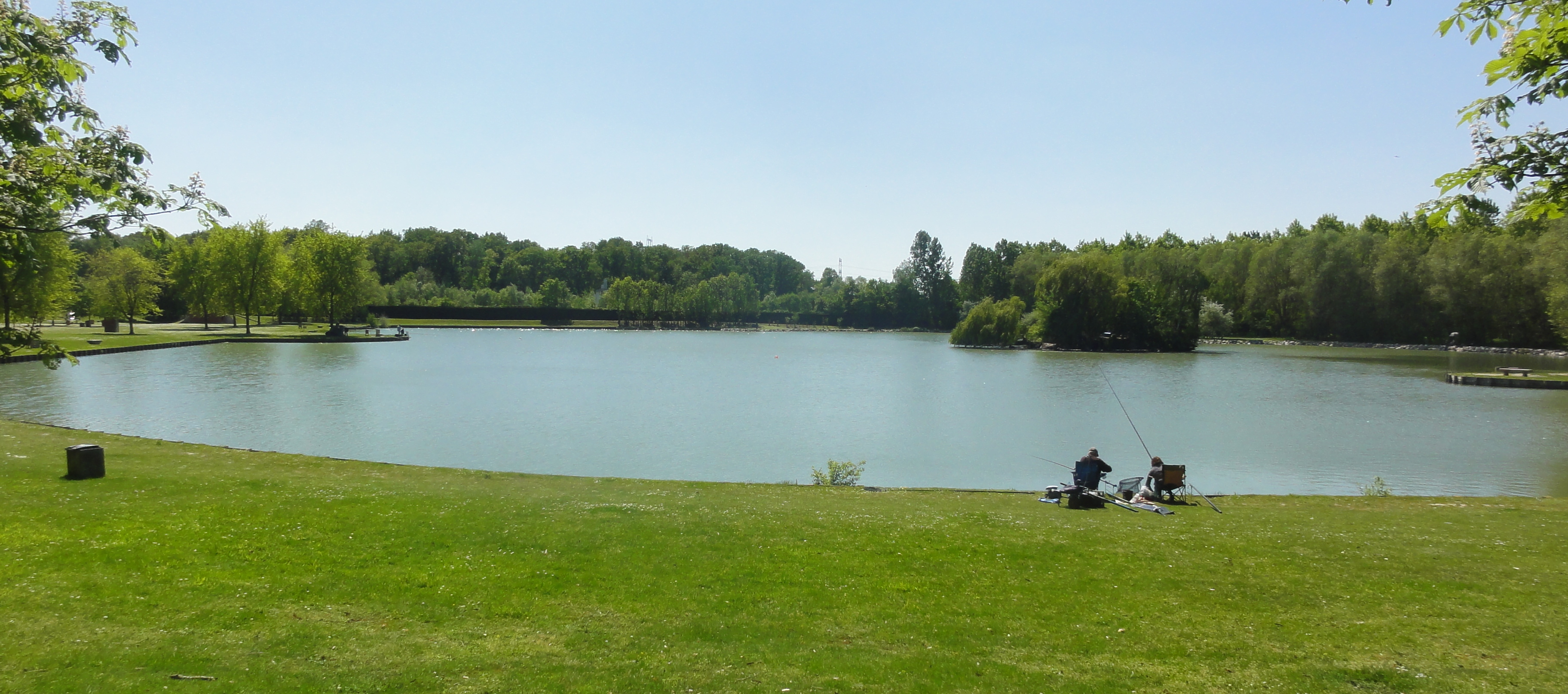
安妮·弗兰克公园

索曼位于法国北部，上法兰西大区北部和北部省东部，距离省会里尔大约39公里。与索曼接壤的市镇包括：阿布斯孔、阿尼什、略莱、弗南和布吕耶莱马尔谢讷。

### 地形
索曼位于北部-加来海峡地区腹地，境内以平原为主，市镇中心地势较为平坦，北侧略有些起伏，全境海拔在16到48米之间。

### 水文
索曼境内无大型地表径流，市区西北角有一处人工湖泊，附近开辟有休闲公园。

### 植被
索曼属于温带阔叶混交林区，林地散落分布于市区内多个区域，市区西北部的安妮·弗兰克公园是当地的一处城市绿地。
在鲜花城市的评比中，索曼暂未被评级。

### 气候
索曼在柯本气候分类法中属于温带海洋性气候（Cfb）。

## 行政区划
索曼的市镇编号为59574，邮政编号为59490。
在行政管理方面，索曼隶属于法国上法兰西大区北部省杜埃区；在地方选举方面，索曼隶属于桑勒诺布勒县，其市镇范围全境被划入北部省第十六选区；在社会管理方面，索曼是奥斯特勒旺之心市镇公共社区的组成部分。
索曼市镇北部有一处城市政策优先街区。
法国国家统计与经济研究所（简称）在进行数据统计时，将索曼及相邻的另外55个市镇设为瓦朗谢讷城市核心区，并将包括核心区在内的周边共90个市镇划为瓦朗谢讷城市区。自2020年起，瓦朗谢讷城市区被撤销，索曼与相邻的另外四个市镇被设立为索曼城市辐射区。此外，还将索曼市镇分为了4个“块区”（IRIS），以便于统计人口分布情况。

## 交通

### 公路
A21高速公路经过索曼市区西侧和南侧，通过27和28两个出入口连接市区，另有北部省省道D13线、D143线、D645线和D957线在索曼境内交汇。上法兰西大区下属的北部省城际客运811线和851线经停索曼，可通往德南、阿尼什、布维尼、阿斯克新城等地。
2020年，69.9%的索曼家庭拥有至少一辆私人汽车。2021年，索曼境内共发生各类交通事故3起，造成3人受伤，其中2人重伤。
| 27 | 2.5 |

| 28 | 1.5 |

| 里尔 | 38 |

| 奥尔希 | 15 |

| 杜埃 | 19 |

| 桑勒诺布勒 | 16 |

| 瓦朗谢讷 | 26 |

| 德南 | 12 |

### 铁路

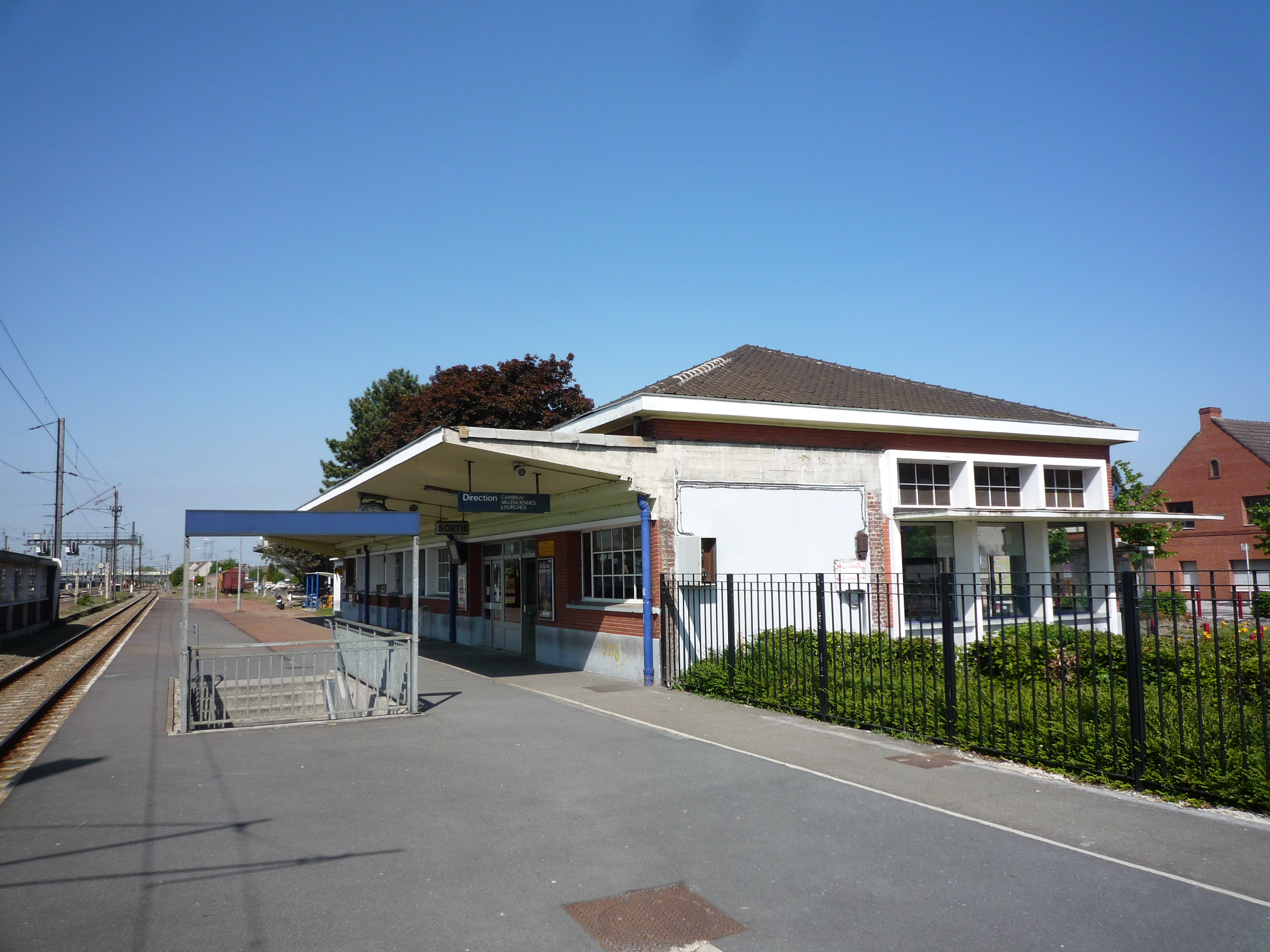
索曼火车站的站台

索曼位于杜埃—布朗米瑟龙铁路、比西尼—索曼铁路、欧比尼欧巴克－索曼铁路、索曼—阿吕安铁路和索曼—佩尔韦铁路的交汇处，其中后三者现已废弃。索曼站位于市区中部，停靠往返于圣康坦和里尔一线以及杜埃和瓦朗谢讷一线的区域列车，部分班次可直通康布雷及朗斯。

### 航空
距离索曼最近的民用航空站为33公里外的里尔机场。

### 城市公共交通
索曼是杜埃城市公共交通（商业名称为）的服务范围。截至2023年11月，该系统共包括一条大容量巴士和数十条普通公交线路，其中公交12路、18路、19路、20路经过了索曼市区。

## 政治

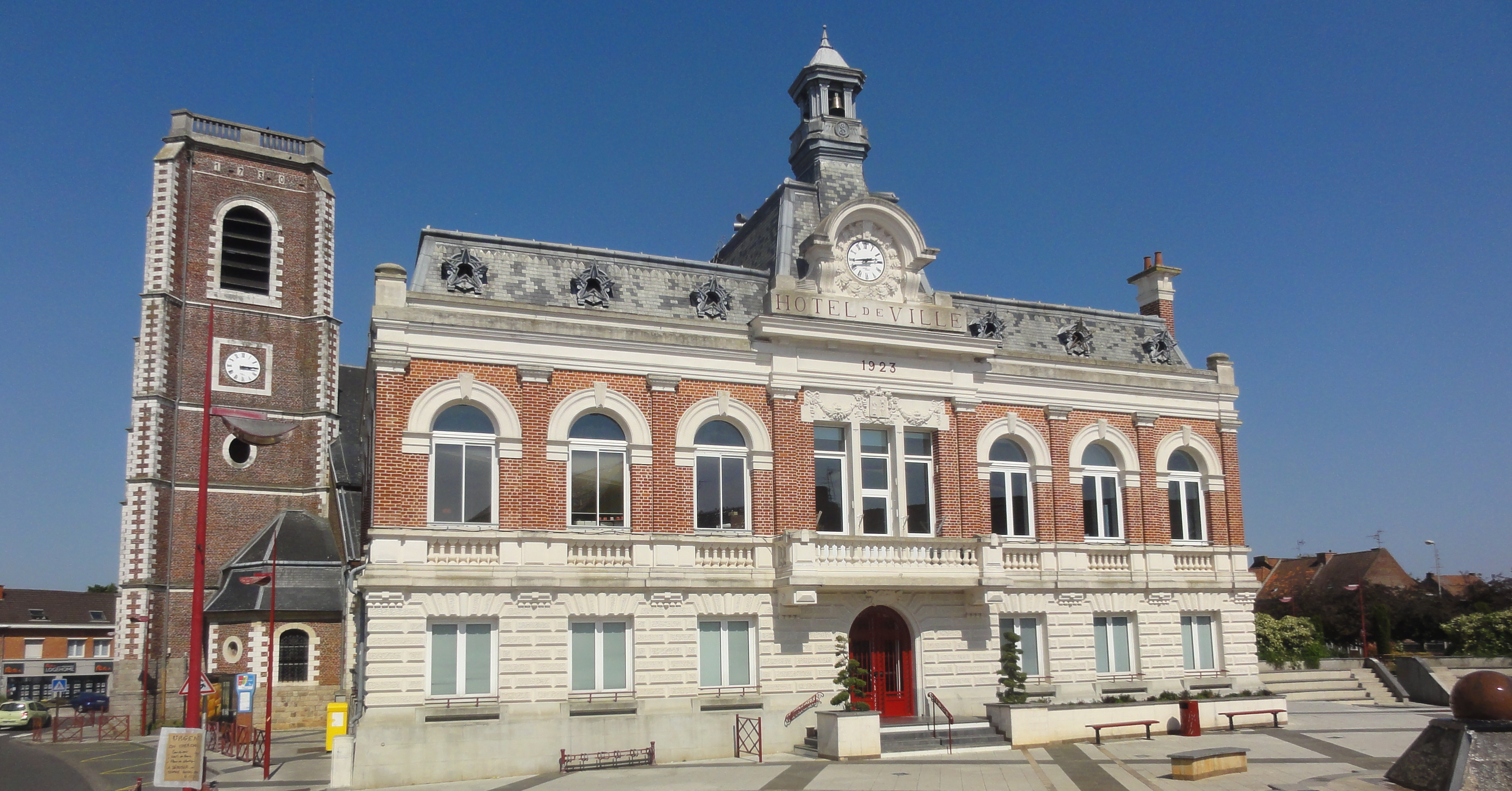
索曼市政厅

索曼的现任市长为朱利安·凯内松先生（Julien QUENNESSON），他是法国共产党的一名成员，在2020年的市政选举中获得了48.53%的支持率。
在2022年的法国总统大选的第二轮选举中，法国极右翼政党国民阵线主席玛丽娜·勒庞在索曼获得了65.39%的支持率。

## 人口
2020年，索曼市镇人口数量为11,869，在法国排名第831位。其中男性5,623人，女性6,246人，75岁及以上人口占8.8%，外籍人口数量为220人，人口密度为963人/平方公里，当地居民被称为（男性）或（女性）。2021年，索曼境内出生121人，死亡人口133人。
| 索曼1901年－2020年人口变化情况 |
|                                |
| 数据来源：Cassini、INSEE       |

## 经济
索曼是一个区域性的中心城市。截至2023年11月，索曼市镇范围内共有各类用人单位（包含自雇）1,078家，平均历史为16年，其中98.29%为中小型企业（PME），2023年9月至11月间，当地的经济活力指数为0.19%。 （汽车配件制造）、（水网）及（金属包装）是当地2021年营业额最高的三个企业，分别为131,972,074欧元、32,185,502欧元和16,316,173欧元。

## 财政与居民收入
2021年，索曼的财政收入总额为13,486,900欧元，财政支出总额为11,390,600欧元，当年的债务总额为5,994,230欧元。2021年，索曼市镇通过增值税获得349,990欧元的收入，此外当地还共获得了53,720欧元的国家直接财政补助。
2019年，索曼的人均月收入总额为2,012欧元，其中高级职员为3,449欧元，低于法国平均水平（4,230欧元）；中级职员为2,229欧元，低于法国平均水平（2,411欧元）；普通职员为1,617欧元，亦低于法国平均水平（1,740欧元）。
2020年，索曼境内的贫困率为23%，青壮年（15至64岁）失业率为21.9%；2022年，当地29.9%的家庭拥有纳税资格，平均纳税1,986欧元，低于法国平均水平（4,393欧元）。

## 社会事务

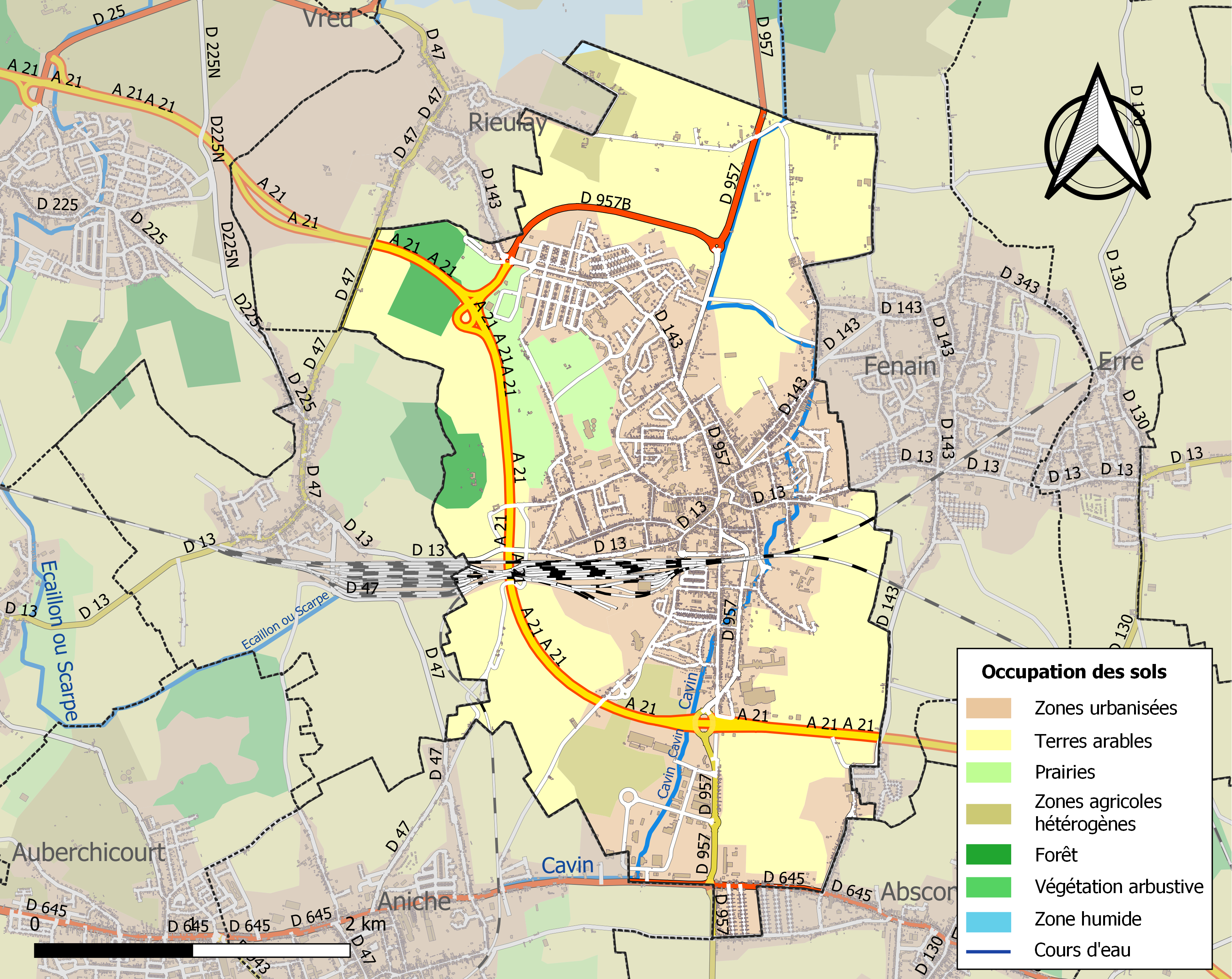
索曼土地利用情况地图

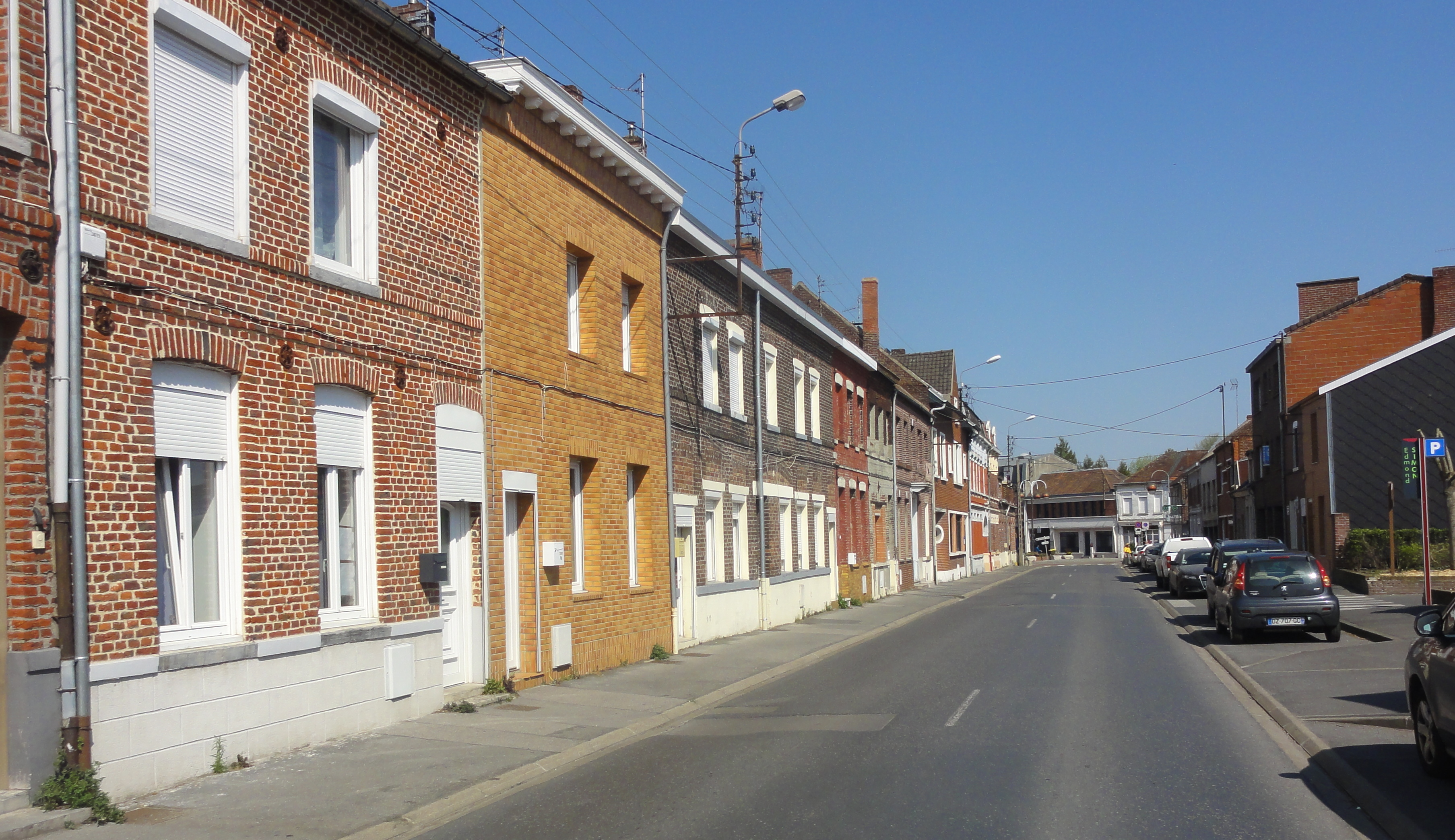
索曼镇中心的埃德蒙·西蒙街

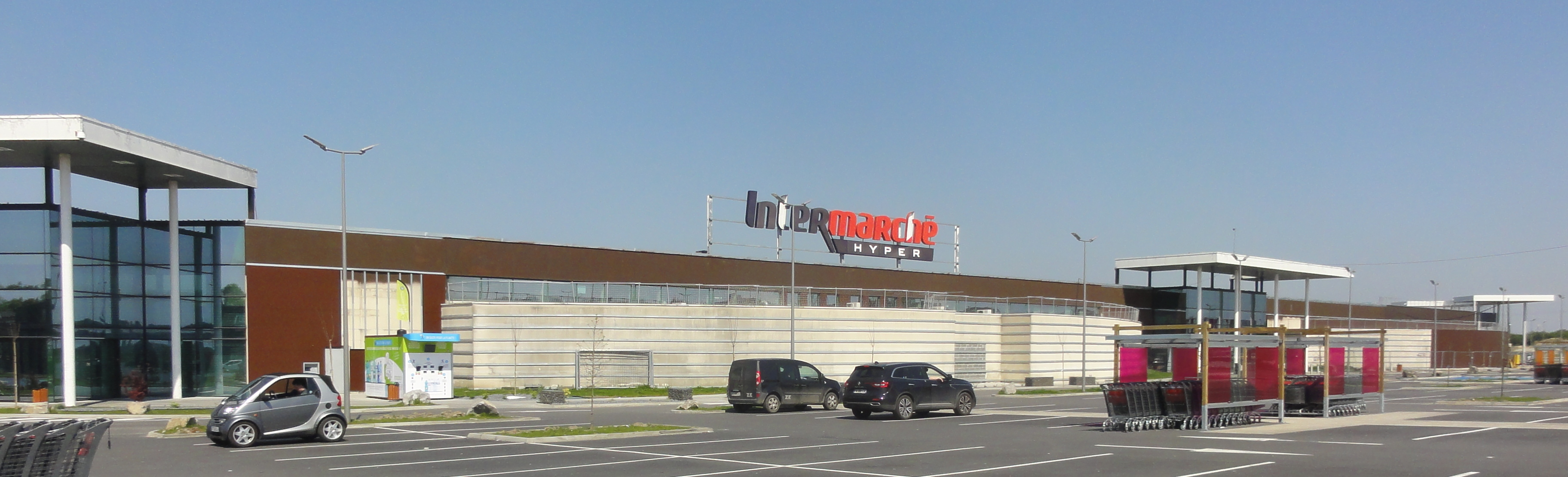
市区南部的Intermarché超市

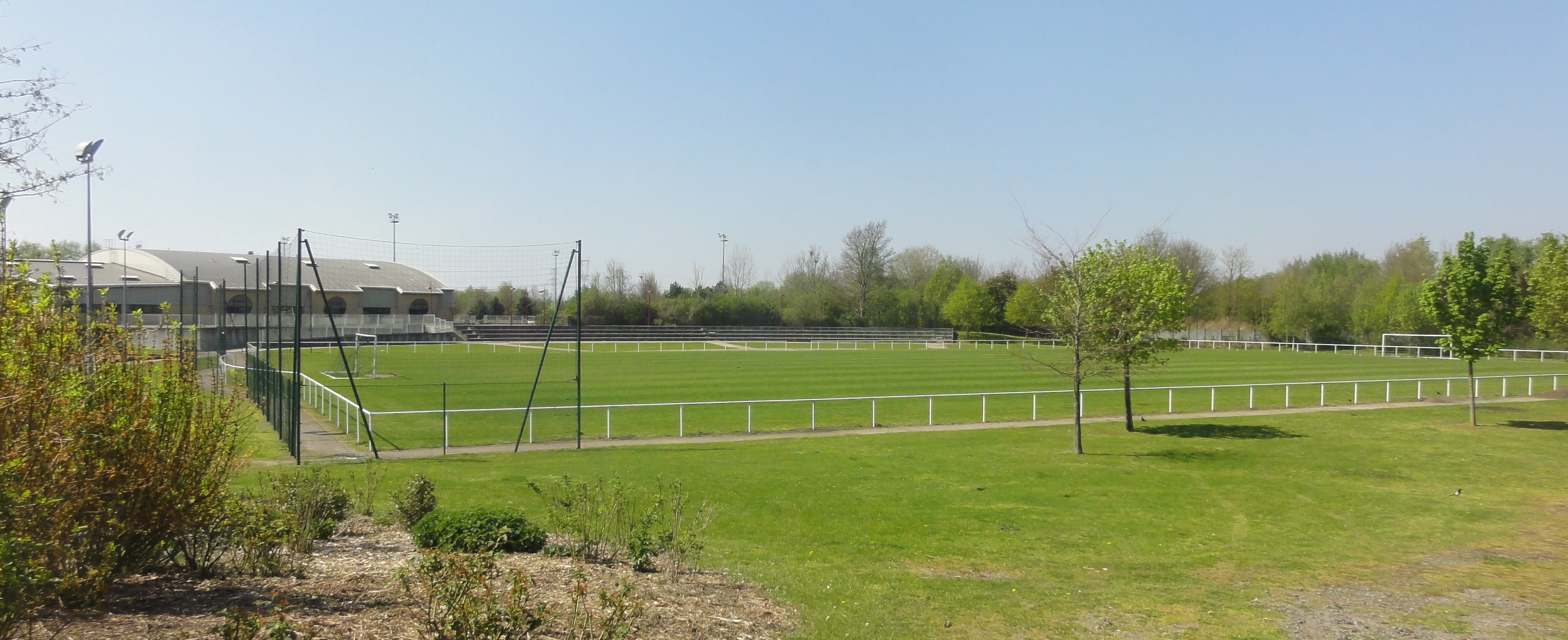
安德烈·勒费夫尔球场

### 教育
索曼属于里尔学区。截至2021年1月1日，索曼境内共有4所幼儿园、5所小学、3所初级中学和2所普通高中。2021至2022学年度，索曼境内共有在校中等教育阶段学生3,726名。

### 医疗
截至2021年1月1日，索曼境内共有全科医生11名、保健师9名、牙医8名、护士15名、眼科医生15名、助产士3名和妇科医生1名。境内共有药房3家、养老院2家、残疾人帮扶中心3家。
索曼中心医院（Centre Hospitalier de Somain）是法国的一家区域性医疗机构，其主病区位于索曼市区东部，设有床位335个。

### 住房
2020年，索曼境内共有各类住房5,520套，其中85.3%为独立式居民区，12.7%为集中式居民区。常住房屋占索曼市镇范围内居民建筑总量的91.0%。
在住房保障政策方面，2022年，索曼境内共有1,468户家庭获得了住房经济补助，受益人数占总人口数量的13.8%，其中1,412份为房租补助。

### 商业
2021年，索曼境内共有各类实体商铺213家，其中餐厅32家、大型超市6家、杂货店3家、面包房6家、肉铺1家、书店3家、银行门店9家、美容美发店19家、汽车维修店11家。索曼镇中心建有一家家乐福便民超市，市区南部则建有一家Intermarché购物商场。

### 体育
2021年，索曼境内共有1家游泳池、3间体育馆、1座综合体育场、3处网球场以及处足球或橄榄球场。
截至2023年11月，索曼境内共有家注册足球俱乐部。索曼铁道工体育会（USAC Somain Football，编号534371）是当地的代表性足球队，成立于1982年，其主队2023至2024赛季参加北部省足球联赛甲组（法国第九级别），其主场为乔治·法孔市政球场（Stade Municipal Georges Facon）。

### 环境
索曼的环境事务由其所属的奥斯特勒旺之心市镇公共社区联合各级政府协调负责。2021年，索曼境内共有1家污染企业。

### 治安
2021年，索曼市镇范围内共有1处派出所。
索曼及其附近的共36个市镇是杜埃警区（zone police de Douai）的管辖范围。2020年，该警区累计记录各类案件9,964起，其中盗窃类案件4,762起，经济类案件1,300起，毒品交易类案件341起。

## 文化

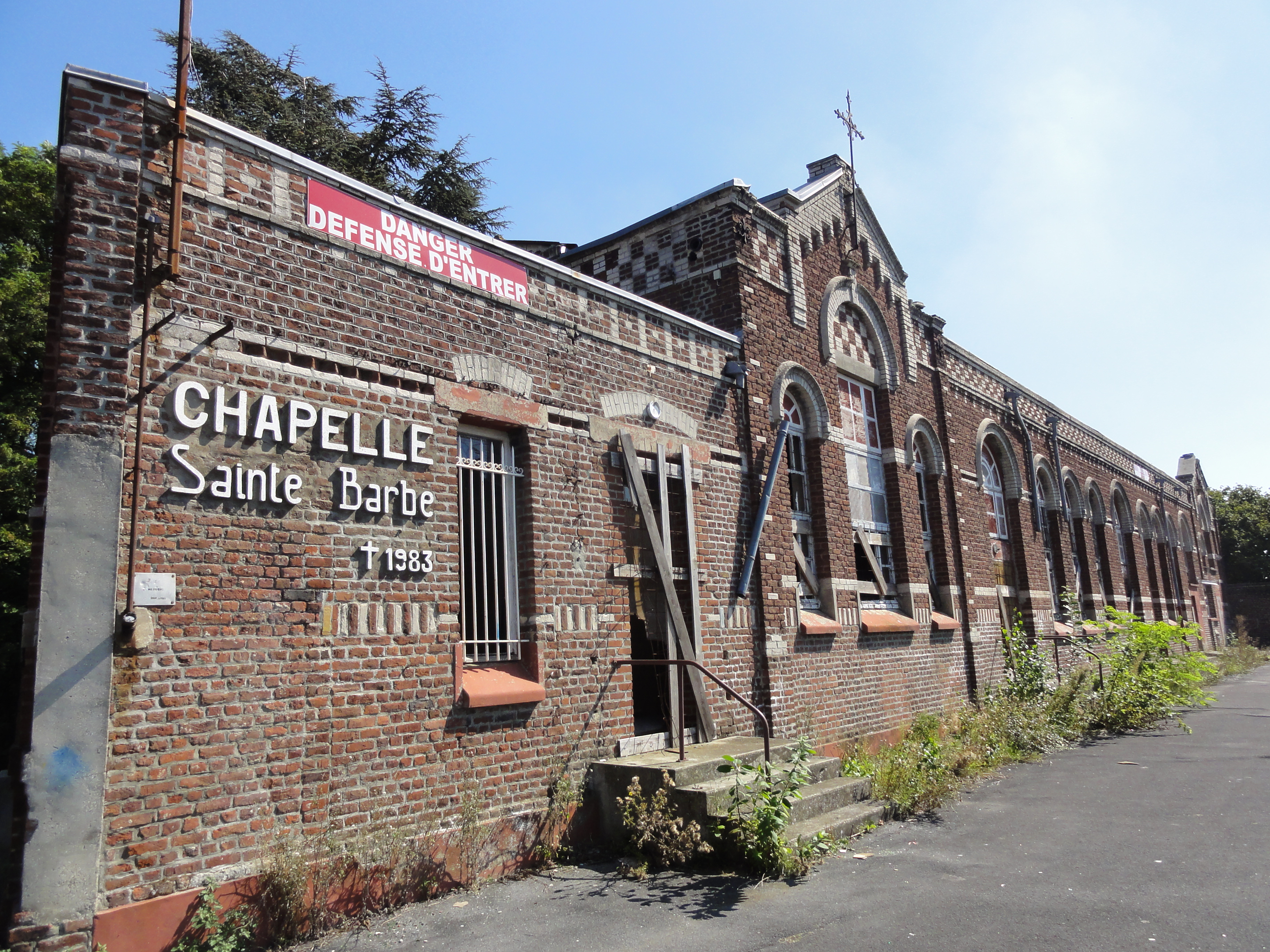
圣巴尔布小教堂

2021年，索曼境内暂无任何文化设施。索曼境内建有朱尔·穆斯龙市政图书馆（Bibliothèque Municipale Jules Mousseron），每周二至六向公众开放。

### 建筑
索曼境内有多处历史建筑，其中维莱尔-康波城堡为法国国家文物保护单位等，圣巴尔布小教堂则是当地的地标性建筑物。

### 旅游
索曼的旅游事务由其所属的奥斯特勒旺之心市镇公共社区负责。2023年，索曼境内无任何常规游客接待设施。

### 媒体
法国主要的媒体均可在索曼接收，法国电视三台下属的上法兰西大区频道在部分时段播出索曼所在北部省的地方新闻。《北部之声》、《自由周刊》、蓝色法兰西北部广播等是当地主要的地方性媒体。

## 相关人物
法国抵抗运动成员埃米尔·布乌尔、女演员瓦莱丽·博纳通和足球运动员热雷米·索帕尔斯基出生于索曼。

## 友好城市
截至2023年11月，索曼共与两座城市建立了友好城市关系：
- 德国 德绍-罗斯劳
- 義大利 蒙特堡